# محمود محملجي
لاعب كرة قدم سوري سابق من مواليد دمشق 1976 لعب ل نادي الوحدة السوري طوال مسيرته وحتى اعتزاله في العام 2005.
درب بعدها اشبال وناشئي الوحدة قبل ان توافيه المنية في ملعب نادي الوحدة اثر سقوطه على الأرض وابتلاع لسانه.

## انجازاته
- مع منتخب سوريا تحت 20 :

- بطل آسيا 1994 (بتسجيله هدفي الفوز على اليابان)
- مع نادي الوحدة:

-بطولة الدوري السوري 2003.
-بطولة كأس سوريا 1993,2003